# فرساگراندیناریا
فرساگراندیناریا (به ایتالیایی: Fresagrandinaria) یک کومونه در ایتالیا است که در استان کییتی واقع شده‌است.

## خصوصیات
فرساگراندیناریا ۲۴ کیلومترمربع مساحت و ۱٬۰۸۸ نفر جمعیت دارد و ۴۶۰ متر بالاتر از سطح دریا واقع شده‌است.

## خواهرخوانده
شهرهای پوتلینگن، سن میشل سور اورژ، زنفتنبرگ، وسپریم و Žamberk خواهرخوانده‌های فرساگراندیناریا هستند.